# 无锡茂业城-万豪国际酒店
31°33′09″N 120°18′16″E / 31.552405°N 120.304488°E
无锡茂业城-万豪国际酒店是一座高304米的超高层摩天大楼，位于中国江苏无锡太湖广场。是无锡第一座超高层摩天大楼。2008年开始兴建，于2014年完工。它的核心以鋼筋混凝土製成，並以玻璃幕牆包裹。

## 参看
- 中华人民共和国摩天大楼
- 摩天大樓列表
- 太湖广场